# جیک بوکستون
جیک فرد بوکستون (انگلیسی: Jake Fred Buxton؛ زادهٔ ۴ مارس ۱۹۸۵) یک بازیکن فوتبال اهل بریتانیا است.